# Olive Young

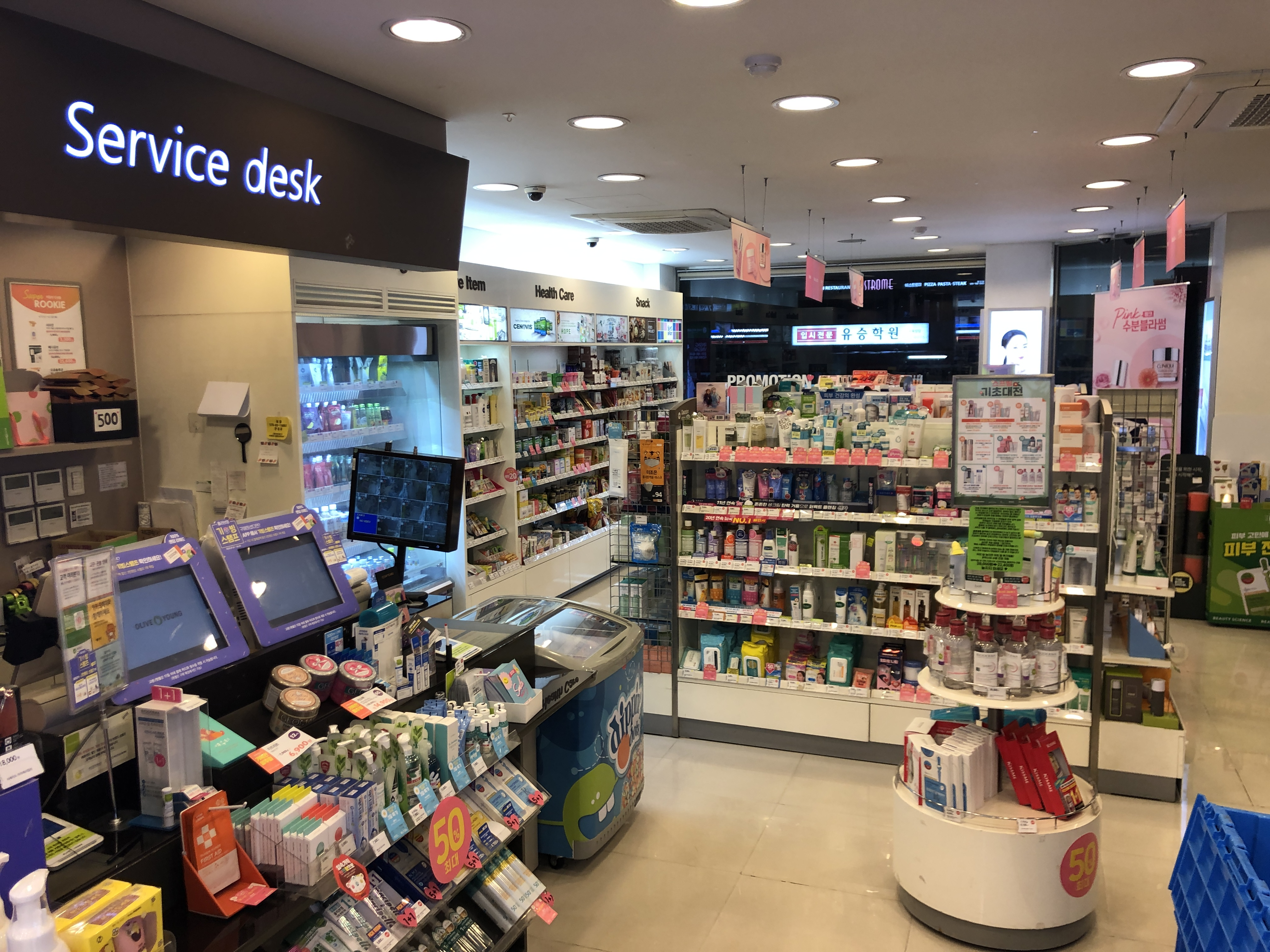
Всередині магазину

CJ Olive Young Corporation — це мережа магазинів засобів гігієни та краси в Південній Кореї. Olive Young відкрила свій перший магазин у Sinsa-dong, Gangnam у грудні 1999 року під керівництвом CJ Systems та стала піонером корейського ринку здоров'я та краси. Головний слоган Olive Young — «Всі живуть молоді разом з Olive Young».
Станом на 2021 рік Olive Young є мережею магазинів засобів гігієни № 1 на корейському ринку.